# Glück auf das Leben
Glück auf das Leben é o décimo setimo single da banda alemã Unheilig. Foi lançado em 19 de julho de 2015, sendo o terceiro single do álbum "Gipfelstürmer".

## Lista de Faixas
| N.º            | Título                      | Duração |  |
| 1.             | "Glück auf das Leben"       | 3:08    |  |
| 2.             | "Die Weisheiten des Lebens" | 5:56    |  |
| 3.             | "Glück auf das Ruhrgebiet"  | 3:08    |  |
| Duração total: | Duração total:              | 12:12   |  |

## Videoclipe
O videoclipe foi lançado no canal oficial da banda no YouTube e mostra Der Graf em meio a várias fotografias e imagens de pessoas felizes, já que o tema da canção é a alegria de viver.

## Créditos
- Der Graf - Vocais/Composição/Letras/Produção
- Henning Verlage - Teclados/Programação/Produção
- Christopher "Licky" Termühlen - Guitarra
- Martin "Potti" Potthoff - Bateria/Percussão